# Запис липа код цркве (Милошево)
Запис липа код цркве (Милошево) се налази на парцели чији је власник Српска православна црква - Православна Епархија Шумадијска - Црквена општина Милошевска.

## Локација
| Општина             | Јагодина                                                                    |
| Катастарска општина | Милошево                                                                    |
| Потес               | Село                                                                        |
| Координате          | 44° 06′ 15″ С; 21° 09′ 23″ И / 44.104199999999999° С; 21.156400000000001° И |
| Надморска висина    | 124m                                                                        |

## Карактеристике
Дендрометријске вредности утврђене на терену и сателитским снимцима:
| Стабло                     | Липа |
| Висина стабла              | m    |
| Обим дебла                 | m    |
| Пречник крошње             | 15m  |
| Пречник дебла              | m    |
| Висина дебла до прве гране | m    |

## База записа
Запис је у оквиру Викимедија пројекта "Запис - Свето дрво" заведен под редним бројем 1153.